# Clubiona phansa
Clubiona phansa este o specie de păianjeni din genul Clubiona, familia Clubionidae, descrisă de Strand, 1911. Conform Catalogue of Life specia Clubiona phansa nu are subspecii cunoscute.